# Slowenische Beachhandball-Nationalmannschaft der Juniorinnen
Die slowenische Beachhandball-Nationalmannschaft der Juniorinnen repräsentiert den nationalen Handballverband Sloweniens auf internationaler Ebene bei Länderspielen im Beachhandball als Auswahlmannschaft gegen Mannschaften anderer nationaler Verbände.
Die U-Nationalteams fungieren als Unterbau der A-Nationalmannschaft. Das männliche Pendant ist die slowenische Beachhandball-Nationalmannschaft der Junioren.

## Geschichte
Die Beachhandball-Nachwuchs-Nationalmannschaft Sloweniens trat bislang nur einmal bei einer internationalen Meisterschaft an. Unter der Leitung von Marko Cencič, der auch die nur sporadisch auflaufende Frauen-Nationalmannschaft trainiert, trat das Team bei den Junioren-Europameisterschaften 2021 der Altersklasse U-17 in Warna an. Nachdem in der Vor- und Trostrunde alle ihre fünf Spiele glatt in zwei Sätzen verloren hatten, unterlagen sie auch in der Platzierungsrunde Kroatien und Griechenland im Shootout. Am Ende wurde die Mannschaft damit 15. und Letzte.

## Teilnahmen
| Olympische Jugendspiele - 2018 (U 18): keine Teilnahme - 2026 (U 18): Junioren-Weltmeisterschaften - 2017 (U 17): nicht qualifiziert - 2022 (U 18): nicht qualifiziert | Europameisterschaften - 2008 (U 18): keine Teilnahme - 2011 (U 19): keine Teilnahme - 2012 (U 18): keine Teilnahme - 2013 (U 19): keine Teilnahme - 2014 (U 18): keine Teilnahme - 2015 (U 19): keine Teilnahme - 2016 (U 16): keine Teilnahme - 2017 (U 17): keine Teilnahme - 2018 (U 18): keine Teilnahme - 2019 (U 17): keine Teilnahme - 2020 (U 16): ausgefallen - 2021 (U 17): 15. - 2022 (U 16): keine Teilnahme - 2023 (U 17): keine Teilnahme - 2024 (U 16): |

- JEM 2021 (U 17): Danaja Alauf • Gaja Frank Bogataj • Nika Dodić • Tia Kozina • Monika Martič • Eva Oven • Dasa Petrović • Tea Pogorelc • Aurora Simović • Nina Uljan[1]

## Trainer
- 2021: Marko Cencič